# Dufourea dentiventris
Dufourea dentiventris – gatunek błonkówki z rodziny smuklikowatych i podrodziny wigorczykowatych.
Gatunek ten został opisany w 1848 roku przez Williama Nylandera jako Halictoides dentiventris.
Pszczoła o ciele długości od 6,5 do 9 mm. Cechują ją głaszczki wargowe o członie drugim krótszym niż trzeci oraz delikatne, nieregularne i bardzo rozproszone punktowanie tergitów metasomy. U samca piąty sternit ma duże wybrzuszenia trójkątnego kształtu na krawędziach tylno-bocznych, a szósty sternit jest wyraźnie wybrzuszony.
Owad o rozsiedleniu transpalearktycznym, w Europie znany z Francji, Belgii, Niemiec, Danii, Finlandii, Szwajcarii, Austrii, Włoch, Polski, Czech, Słowacji, Węgier, Słowenii i Rosji. Ponadto znany z wschodniej Palearktyki. W Polsce występuje głównie w górach. Jest to pszczoła samotnica. Gatunek oligolektyczny, związany z dzwonkowatymi, a szczególnie z dzwonkami. Ma jedno pokolenie w roku, latające w środku lata.
W 2002 umieszczony został na Czerwonej liście zwierząt ginących i zagrożonych w Polsce jako gatunek o słabo rozpoznanym statusie.